# Noura Hussein

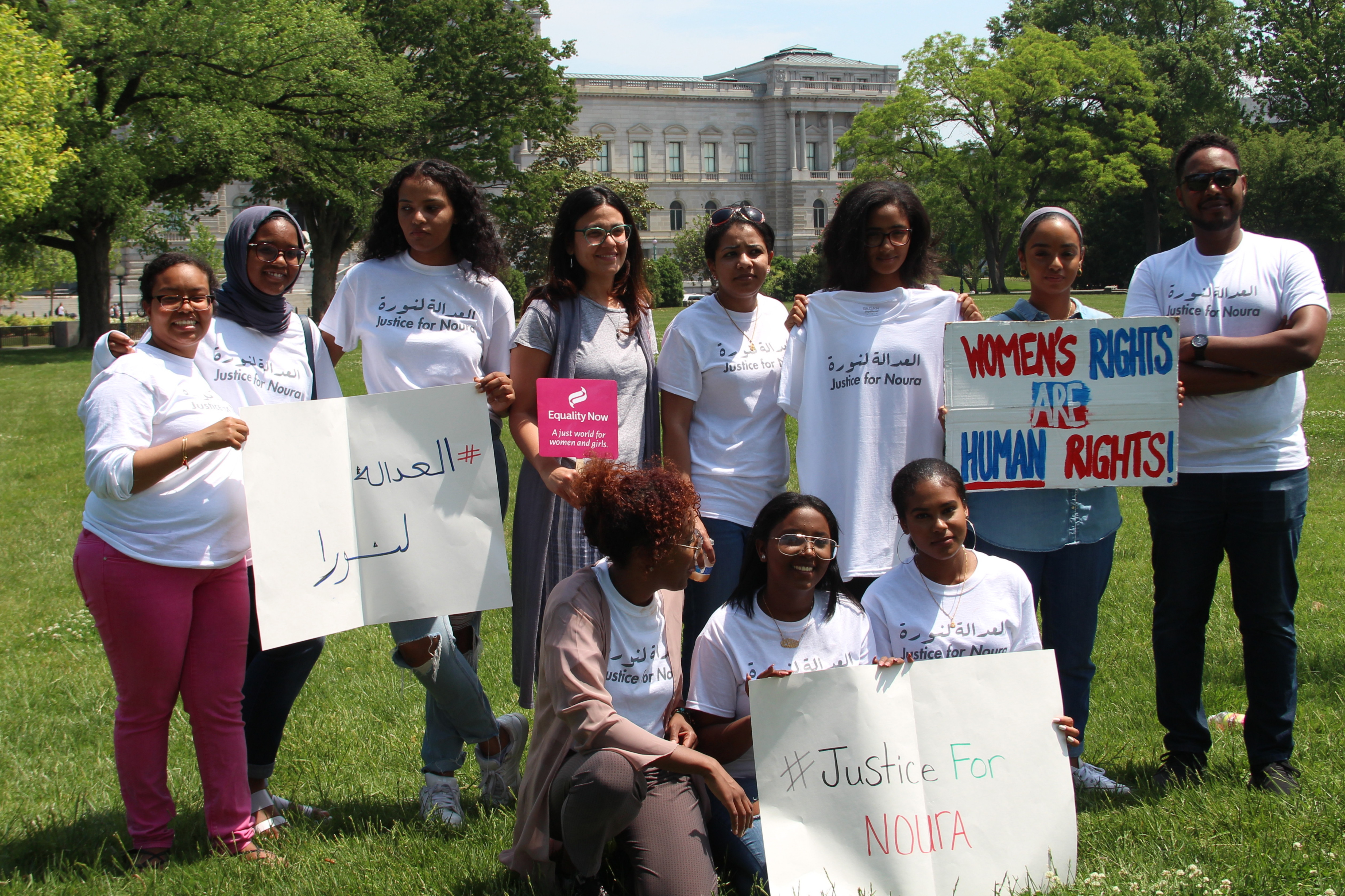
Kundgebung für Noura Hussein in Washington DC (Mai 2018)

Noura Hussein Hamad (arabisch نورة حسين حماد; * 1998 oder 1999) ist eine Sudanesin, die aufgrund der Tötung ihres Vergewaltigers wegen Mordes zum Tode verurteilt wurde. Einen Monat später wurde das Urteil in eine Gefängnisstrafe umgewandelt.

## Leben
Hussein soll im Alter von 16 Jahren gegen ihren Willen von ihrem Vater einem Mann versprochen worden sein. Sie floh vor dieser drohenden Ehe zu einer entfernt wohnenden Tante. Nach dem Ende ihrer Schulzeit im April 2017 baten ihre Eltern sie, unter dem Vorwand, die Hochzeit sei abgesagt, zurück nach Hause.  Dort wartete jedoch bereits die Hochzeitsgesellschaft und ihr nicht selbst gewählter Bräutigam auf Noura Hussein. Nach der unfreiwilligen Eheschließung lehnte sie es ab, mit ihm zu schlafen. Ihr Mann habe sie schließlich mithilfe von drei Verwandten vergewaltigt. Bei einem neuerlichen Versuch am nächsten Tag habe Hussein in die Küche entkommen und ein Messer greifen können. Im anschließenden Handgemenge verletzte sie ihren Mann tödlich.
Das Todesurteil gegen Hussein im Mai 2018 führte zu einer internationalen Kontroverse über dessen Gerechtigkeit. Der Vizedirektor von Amnesty International (AI) in der Region, Seif Magango, fordert die Aufhebung der Todesstrafe und eine neue Verhandlung, die die Umstände des Geschehens berücksichtige. Das Strafmaß sei inakzeptabel und grausam, die junge Frau habe sich lediglich schützen wollen. Das Gericht in Omdurman hat hingegen unter anderem in Abrede gestellt, dass es Vergewaltigung in der Ehe gebe. Magango forderte anlässlich des Urteils außerdem die Änderung des sudanesischen Gesetzes, das Eheschließungen bereits im Alter von zehn Jahren erlaubt.
Im Juni 2018 wurde das Todesurteil aufgehoben und in eine Gefängnisstrafe von fünf Jahren umgewandelt. Außerdem muss Hussein eine Geldsumme im Wert von umgerechnet ca. 16.000 Euro (18.700 US-Dollar) an die Familie des getöteten Ehemann zahlen.